# Nettie Meilink-Roelofsz
Marie Anoinette Petronella (Nettie) Roelofsz (Den Haag, 6 december 1905 - Den Haag 22 september 1988) was rijksarchivaris bij het Algemeen Rijksarchief en bijzonder hoogleraar in de West-Europese Expansie Overzee aan de Rijksuniversiteit Leiden. Ze bracht en groot deel van haar carrière door met het toegankelijk maken van de archieven van de Verenigde Oost-Indische Compagnie.

## Levensloop
Roelofsz was het enige kind van Henri Roelofsz, een gepensioneerd militair van het Koninklijk Nederlands Indisch Leger (KNIL) en Jacqueline Swijser, die vóór haar huwelijk onderwijzeres was. Haar vader was 61 toen zij werd geboren. Ze groeide op aan de Haagse Beeklaan waar zij ook de HBS voor meisjes bezocht. Na het overlijden van haar vader in 1920, hertrouwde haar moeder met de weduwnaar Dirk van Lochem.
Omdat Roelofsz geen gymnasiumdiploma had behaald, werd zij niet toegelaten tot de universiteit. Daarom volgde ze een opleiding tot geschiedenisdocent maar woonde wel, als toehoorder, aan de Universiteit van Leiden verschillende hoorcolleges bij. In 1929 begon ze als vrijwilliger bij het Algemeen Rijksarchief waar ze, door de economische crisis, pas in 1937 een betaalde aanstelling kreeg als adjunct-commies.
In haar jaren als vrijwilliger beantwoordde ze vooral vragen van onderzoekers over de zogeheten ‘Hollandse archieven’. Na haar vaste aanstelling, richtte ze zich op de archieven van de VOC. Die waren op dat moment nog nauwelijks toegankelijk. Dat werk resulteerde in een archiefinventaris, maar ook in een monografie over de aanwezigheid van de VOC aan de kust van Malabar, het zuidwestelijk kustgebied van India.
Op basis van deze monografie en een succesvol afgelegd colloquim doctum, werd Roelofsz toegelaten tot de studie Geschiedenis aan de Universiteit van Amsterdam waar Jan Romein en Jacques Presser haar begeleidden. Ze rondde de studie in 1951 af en begon, onder leiding van Romein, aan een promotietraject. In 1953 trouwde ze met haar collega Piet Meilink, die ze in haar jaren als vrijwilliger al leerde kennen en die kort daarvoor weduwnaar was geworden. Vanaf dat moment noemde zij zich Meilink-Roelofsz. Het huwelijk duurde echter niet lang; Meilink overleed in 1957.
Meilink-Roelofsz promoveerde in 1962 en werd in 1964 benoemd tot rijksarchivaris van de eerste afdeling van het Algemeen Rijksarchief (de rijksarchieven van vóór 1795). Naar verluidt vond ze het moeilijk te verteren dat ze pas de tweede vrouw was die in de functie van rijksarchivaris werd benoemd. In 1970, na haar pensioen als rijksarchivaris, werd ze benoemd tot bijzonder hoogleraar in de West-Europese Expansie Overzee aan de Rijksuniversiteit Leiden. Deze rol vervulde ze zes jaar voordat ze met emeritaat ging. Ze overleed in 1988.

## Publicaties (selectie)
- De vestiging der Nederlanders ter kuste Malabar (Den Haag 1943)
- Asian trade and European influence in the Indonesian archipelago between 1500 and about 1630 (Den Haag 1962)
- Van geheim tot openbaar : een historiografische verkenning  (Leiden 1970)
- De VOC in Azie (Bussum 1976)

- Bibliothèque nationale de France: cb118869426 (data)
- Biografisch Portaal: 23922589
- Gemeinsame Normdatei: 137005601
- International Standard Name Identifier: 0000 0000 8081 5365
- Library of Congress Control Number: n83179337
- Nationale Bibliotheek van Israël: 987007265243005171
- Nederlandse Thesaurus van Auteursnamen: 069065071
- LIBRIS: 194912
- Système universitaire de documentation: 026663791
- Virtual International Authority File: 2464908
- WorldCat: E39PBJyMc7yPKGkYJgm7bWG4MP